# Semiothisa adonis
Semiothisa adonis là một loài bướm đêm trong họ Geometridae.